# Трон: Наследие (саундтрек)
Tron: Legacy — саундтрек к фильму 2010 года «Трон: Наследие», композиторами которого впервые выступил французский электронный дуэт Daft Punk. Релиз альбома состоялся 6 декабря 2010 года.

## Список композиций
Вся музыка написана Daft Punk, при участии оркестра под управлением Джозефа Трапанезе.
| №   | Название                   | Длительность |
| --- | -------------------------- | ------------ |
| 1.  | «Overture»                 | 2:28         |
| 2.  | «The Grid»                 | 1:37         |
| 3.  | «The Son of Flynn»         | 1:35         |
| 4.  | «Recognizer»               | 2:38         |
| 5.  | «Armory»                   | 2:03         |
| 6.  | «Arena»                    | 1:33         |
| 7.  | «Rinzler»                  | 2:18         |
| 8.  | «The Game Has Changed»     | 3:25         |
| 9.  | «Outlands»                 | 2:42         |
| 10. | «Adagio For TRON»          | 4:11         |
| 11. | «Nocturne»                 | 1:42         |
| 12. | «End of Line»              | 2:36         |
| 13. | «Derezzed»                 | 1:44         |
| 14. | «Fall»                     | 1:23         |
| 15. | «Solar Sailer»             | 2:42         |
| 16. | «Rectifier»                | 2:14         |
| 17. | «Disc Wars»                | 4:11         |
| 18. | «C.L.U.»                   | 4:39         |
| 19. | «Arrival»                  | 2:00         |
| 20. | «Flynn Lives»              | 3:22         |
| 21. | «TRON Legacy (End Titles)» | 3:18         |
| 22. | «Finale»                   | 4:23         |

| №                   | Название            | Длительность |
| ------------------- | ------------------- | ------------ |
| 1.                  | «ENCOM, Part I»     | 3:53         |
| 2.                  | «ENCOM, Part II»    | 2:18         |
| 3.                  | «Round One»         | 1:41         |
| 4.                  | «Castor»            | 2:19         |
| 5.                  | «Reflections»       | 2:42         |
| Общая длительность: | Общая длительность: | 12:53        |

| №                   | Название            | Длительность |
| ------------------- | ------------------- | ------------ |
| 23.                 | «Father and Son»    | 3:12         |
| 24.                 | «Outlands, Part II» | 2:53         |
| Общая длительность: | Общая длительность: | 6:05         |

| №                   | Название            | Длительность |
| ------------------- | ------------------- | ------------ |
| 23.                 | «Sea of Simulation» | 2:41         |
| Общая длительность: | Общая длительность: | 2:41         |

| №                   | Название            | Длительность |
| ------------------- | ------------------- | ------------ |
| 23.                 | «Sunrise Prelude»   | 2:50         |
| Общая длительность: | Общая длительность: | 2:50         |

## Позиции в чартах
| Чарт (2010)                        | Наивысшее место |
| ---------------------------------- | --------------- |
| Австралия                          | 17              |
| Канада                             | 17              |
| Германия                           | 18              |
| Немецкий чарт цифровой дистрибуции | 4               |
| Ирландия                           | 48              |
| Италия                             | 41              |
| Мексика                            | 5               |
| Швеция                             | 45              |
| UK Dance Chart                     | 1               |
| UK Albums Chart                    | 39              |
| U.S. Billboard 200                 | 4               |
| U.S. Digital Albums                | 1               |
| U.S. Dance/Electronic Albums       | 1               |
| U.S. Soundtrack Albums             | 1               |

## Альбом ремиксов
| Совокупная оценка    | Совокупная оценка |
| Источник             | Оценка            |
| -------------------- | ----------------- |
| Metacritic           | 59/100            |
| Оценки критиков      |                   |
| Источник             | Оценка            |
| AllMusic             | [ 12 ]            |
| Consequence of Sound | [ 13 ]            |
| Pitchfork            | (5/10)            |
| PopMatters           | (4/10)            |

5 апреля 2011 Walt Disney Records представили сборник ремиксов под названием «Tron: Legacy Reconfigured», содержащий ремиксы треков, прозвучавших в фильме.
Альбом собрал неоднозначные отзывы. На Metacritic он получил оценку 59/100, означающую средние или смешанные отзывы. Ремикc трека «End of Line» от Photek был номинирован на Лучшую неклассическую ремиксовую запись на 54-й церемонии «Грэмми». Ремикс The Glitch Mob «Derezzed» был использован в промороликах и трейлерах к мультсериалу Трон: Восстание, анимационному приквеллу к фильму.

### Список композиций
Вся музыка написана Daft Punk.
| №                   | Название                   | Автор(ы) ремикса        | Длительность |
| ------------------- | -------------------------- | ----------------------- | ------------ |
| 1.                  | «Derezzed»                 | The Glitch Mob          | 4:22         |
| 2.                  | «Fall»                     | M83 vs. Big Black Delta | 3:55         |
| 3.                  | «The Grid»                 | The Crystal Method      | 4:27         |
| 4.                  | «Adagio for Tron»          | Teddybears              | 5:34         |
| 5.                  | «The Son of Flynn»         | Ki:Theory               | 4:51         |
| 6.                  | «C.L.U.»                   | Пол Окенфолд            | 4:35         |
| 7.                  | «The Son of Flynn»         | Окенфолд, Пол           | 6:32         |
| 8.                  | «End of Line»              | Boys Noize              | 5:40         |
| 9.                  | «Rinzler»                  | Kaskade                 | 6:52         |
| 10.                 | «ENCOM, Part II»           | Com Truise              | 4:52         |
| 11.                 | «End of Line»              | Photek*                 | 5:18         |
| 12.                 | «Arena»                    | The Japanese Popstars   | 6:07         |
| 13.                 | «Derezzed»                 | Авичи                   | 5:03         |
| 14.                 | «Solar Sailer»             | Pretty Lights           | 4:32         |
| 15.                 | «Tron Legacy (End Titles)» | Sander Kleinenberg      | 5:04         |
| Общая длительность: | Общая длительность:        | Общая длительность:     | 1:17:44      |

Вся музыка написана Daft Punk.
| №                   | Название            | Автор(ы) ремикса    | Длительность |
| ------------------- | ------------------- | ------------------- | ------------ |
| 11.                 | «End of Line»       | Tame Impala         | 5:19         |
| Общая длительность: | Общая длительность: | Общая длительность: | 1:17:44      |